# Briz (Capodistria)
Briz (Brič in sloveno pronuncia [ˈbɾiːtʃ]) è un insediamento (naselje) di 0 abitanti, della municipalità di Capodistria della regione statistica Carsico-litoranea della Slovenia.
L'area faceva tradizionalmente parte della regione storica del Litorale, ora invece è inglobata nella regione Carsico-litoranea.